# Phyllonorycter apicinigrella
Phyllonorycter apicinigrella är en fjärilsart som först beskrevs av Braun 1908.  Phyllonorycter apicinigrella ingår i släktet guldmalar, och familjen styltmalar. Inga underarter finns listade i Catalogue of Life.